# 松茂良興作
松茂良 興作（まつもら こうさく、1829年 - 1898年）は、琉球王国時代から明治にかけて活躍した唐手（現・空手）家であり、泊手中興の祖と仰がれる人物である。

## 経歴
松茂良は、1829年（文政12年）、第一尚氏の流れを汲む泊士族の雍氏・松茂良興典の長男として、泊村（現・那覇市）に生まれた。唐名は雍唯寛（ゆういかん）、童名は樽金。松茂良が生まれた泊村は、琉球第二の貿易港であった。
琉球王国時代の最も偉大な武術家の一人である首里手の祖松村宗棍は尚徳王弟尚武の末裔である。琉球に於いて主流である首里手と泊手の大家が第一尚氏を祖とする士族から輩出されたのに加え、1968年には沖縄芝居として「武士松茂良」(松村竹三郎原作)が上演され両名が共演した。準主役、平安山次良役を重要無形文化財「組踊」の保持者で沖縄芝居の名優でもある真喜志康忠(アーティスト・Ｃｏｃｃｏの祖父) が演じ話題となった。
松茂良は、まず宇久親雲上嘉隆に3年間師事し、泊手のナイハンチを習ったと伝えられる。その後、照屋規箴に師事し、照屋家の歴代墓を道場代わりとして、パッサイ、ワンシュウなどの型を習った。また、松茂良は「フルヘーリン（カーミヌヤーという説もある）」という洞窟に住む中国人からも中国武術を習ったと伝えられる。
松茂良は、ちょうど琉球王国が滅びる動乱期に、その生涯を送った。不正を許さない義士としての性格をもつ松茂良には、乱暴をふるう薩摩の役人に立ち向かって懲らしめた話など、数々の武勇伝が残されている。松茂良は1898年（明治31年）、没した。松茂良の弟子には、本部朝基、喜屋武朝徳、伊波興達、山里義輝、久場興保などがいる。
現在松茂良の空手は、本部朝基や喜屋武朝徳の系統、また伊波興達から仲宗根正侑、久場長仁に引き継がれ、仲宗根からは剛泊会の渡嘉敷唯賢氏に、久場からは松茂良流興徳会の屋良朝意氏に受け継がれている。